# نج مان تات
نج مان تات (2 يناير 1952 -27 فبراير 2021) هو كان ممثل صيني أشتهر بأفلامه الكوميدية.